# Triathrix montagni
Triathrix montagni is een eenoogkreeftjessoort uit de familie van de Cletodidae. De wetenschappelijke naam van de soort is voor het eerst geldig gepubliceerd in 1997 door Gee & Burgess.